# 亚诺什希道
亚诺什希道，是匈牙利亚斯-瑙吉孔-索尔诺克州所辖的一个村，总面积34.79平方公里，总人口2533，人口密度72.8人/平方公里（2010年1月1日）。